# Komitet Centralny Albańskiej Partii Pracy
Komitet Centralny Albańskiej Partii Pracy (Komiteti Qendror i Partisë Shqiptare të Punës, Komiteti Qendror i PPSH) - centralna instancja partii, wykonująca polecenia Biura Politycznego Albańskiej Partii Pracy, de facto organ zarządzania wszystkimi dziedzinami życia w tym kraju (1944–1991). 

## Komórki organizacyjne[1]
- Dyrekcja Organów Administracyjnych
- Dyrekcja Agitacji i Propagandy
  - Sektor Prasowy
- Dyrekcja Spraw Zagranicznych
- Dyrekcja Spraw Partii, Młodzieży i Związków Zawodowych
- Dyrekcja Rolnictwa
- Dyrekcja Przemysłu i Budownictwa
- Dyrekcja Handlu i Finansów
- Dyrekcja Edukacji i Kultury
- Instytut Studiów Marksistowsko-Leninowskich (Instituti i Studimeve Marksiste-Leniniste), Tirana
- ‎Wyższa Szkoła Partyjna im. W.I. Lenina (Shkolla e Lartë e Partisë „V.I. Lenin”), Tirana, Rruga Dritan Hoxha 1
- gazeta „Zëri i Popullit”, Tirana, Bulevardi Stalin, obecnie Bulevardi Zogu i Parë, godina „Zëri i Popullit”

## Siedziba
Mieściła się w wybudowanym w 1954 budynku (proj. Andon Lufi, Skënder Luarasi) mieszczącym się przy Dëshmorët e Kombit Boulevard (Bulwar Męczenników Narodu), obecnie zajmowanym przez biura Parlamentu i kilka innych urzędów.